# Suddivisioni amministrative dello Stato Pontificio in età contemporanea
(Pio VII, motu proprio “Quando per ammirabile disposizione”, titolo I art. 1 comma 1º)
Dalla Restaurazione e fino alla presa di Roma, lo Stato Pontificio fu suddiviso amministrativamente in 17 delegazioni apostoliche, circoscrizioni territoriali instaurate da Pio VII il 6 luglio 1816 (motu proprio «Quando per ammirabile disposizione»).
Le delegazioni assumevano il nome di Legazioni quando erano governate da un cardinale. Poiché ciò avveniva regolarmente nelle delegazioni emiliane e romagnole, il termine Legazione usato in senso assoluto si riferiva alle 4 circoscrizioni che componevano quel territorio (Bologna, Ferrara, Forlì e Ravenna). Nel 1850, tuttavia, la riforma amministrativa di Pio IX riservò il titolo di Legazioni alle 5 grandi regioni nelle quali divise l'intero Stato, avendo raggruppato le delegazioni preesistenti.

## Motu propriodel 6 luglio 1816
Dopo il ritorno di papa Pio VII a Roma nel 1814, al termine della parentesi napoleonica, e in seguito alla completa riconsegna nelle mani del potere pontificio di tutti i territori della penisola italiana che avevano composto lo Stato della Chiesa, Pio VII ed il suo segretario di Stato cardinale Ercole Consalvi elaborarono una nuova suddivisione amministrativa per i territori pontifici: il 6 luglio 1816 venne così emanato il motu proprio Quando per ammirabile disposizione "sulla organizzazione dell'amministrazione pubblica".
Abbandonando la precedente ripartizione in 11 province, lo Stato fu articolato in 17 delegazioni, cui si aggiungeva quella speciale della comarca di Roma. La riforma fu influenzata dal modello francese di Stato amministrativo, che l'Italia aveva conosciuto durante il dominio napoleonico. La delegazione equivaleva grossomodo alla provincia repubblicana e aveva poteri esecutivi.

### Classificazione e struttura delle delegazioni
Il Moto proprio distinse le nuove circoscrizioni territoriali in tre classi, riservando loro trattamenti e onorificenze diversificate.
A capo di ogni delegazione era posto un prelato (delegato), nominato dal pontefice tramite un provvedimento della Segreteria di Stato. Nel caso si trattasse di un cardinale, assumeva il titolo di legato. Ciò era solitamente possibile nelle sole delegazioni di 1ª classe. Al delegato (o legato secondo i casi) erano affiancati due assessori, sempre di nomina papale, con funzioni ausiliarie di natura giudiziaria (l'uno nel civile, l'altro nel penale).
A fianco del delegato e degli assessori era prevista una Congregazione governativa composta:
- da quattro membri, due del capoluogo e due del circondario, nelle delegazioni di 1ª classe;[10]
- da tre membri, due del capoluogo e una del circondario, nelle delegazioni di 2ª classe;
- da due membri, una del capoluogo e una del circondario, nelle delegazioni di 3ª classe.[11]

In ogni delegazione l'amministrazione della giustizia era devoluta a un tribunale di prima istanza per le cause civili e a un tribunale criminale per le cause penali.

### Elenco delle delegazioni di Pio VII
Nel 1820 lo Stato era ripartito in 11 circoscrizioni, a loro volta composte da delegazioni di 1ª, 2ª e 3ª classe:
1. Marittima e Campagna: distretto di Roma e suburbio, governatorati di Tivoli, Subiaco; Delegazione di 2ª classe di Frosinone con i governatorati di Frosinone, Terracina, Anagni, Pontecorvo.
2. Provincia apostolica della Sabina[12]: Delegazione di 3ª classe di Rieti con i governi di Rieti, Poggio Mirteto.
3. Patrimonio: Delegazione di 2ª classe di Viterbo con i governi di Viterbo, Orvieto; Delegazione di 3ª classe di Civitavecchia.
4. Umbria: Delegazione di 2ª classe di Perugia con i governi di Perugia,  Città di Castello, Foligno, Todi; Delegazione di 3ª classe di Spoleto, con i governi di Spoleto, Norcia, Terni.
5. Camerino: Delegazione di 3ª classe
6. Marche: Delegazione di 2ª classe di Macerata con i governi di Macerata, Severino, Fabriano, Loreto; Delegazione di 2ª classe di Fermo; Delegazione di 3ª classe di Ascoli, con i governi di Ascoli, Montalto; Delegazione di 2ª classe di Ancona con i governi di Ancona, Jesi, Osimo.
7. Urbino: Delegazione di 1ª classe di Urbino e Pesaro con i governi di Urbino, Pesaro, Fano, Senigaglia, Gubbio.
8. Romagna: Delegazione di 1ª classe di Ravenna con i governi di Ravenna, Imola, Faenza; Delegazione di 1ª classe di Forlì con i governi di Forlì, Cesena, Rimini.
9. Bologna: Delegazione di 1ª classe.
10. Ferrara: Delegazione di 1ª classe.
11. Benevento: Delegazione di 1ª classe.

L'elenco che segue presenta l'assetto originario delle delegazioni pontificie distinte per classi, con le sedi dei rispettivi governi distrettuali.
| Delegazione                    | Classe | Capoluogo     | Governi distrettuali                      |
| ------------------------------ | ------ | ------------- | ----------------------------------------- |
| Legazione di Bologna           | 1ª     | Bologna       |                                           |
| Legazione di Ferrara           | 1ª     | Ferrara       |                                           |
| Legazione di Forlì             | 1ª     | Forlì         | Cesena, Forlì, Rimini                     |
| Legazione di Ravenna           | 1ª     | Ravenna       | Faenza, Imola, Ravenna                    |
| Delegazione di Urbino e Pesaro | 1ª     | Urbino        | Fano, Gubbio, Pesaro, Senigallia, Urbino  |
| Delegazione di Macerata        | 2ª     | Macerata      | Fabriano, Loreto, Macerata, San Severino  |
| Delegazione di Ancona          | 2ª     | Ancona        | Ancona, Jesi, Osimo                       |
| Delegazione di Fermo           | 2ª     | Fermo         |                                           |
| Delegazione di Ascoli          | 3ª     | Ascoli        | Ascoli, Montalto                          |
| Delegazione di Camerino        | 3ª     | Camerino      |                                           |
| Delegazione di Perugia         | 2ª     | Perugia       | Città di Castello, Foligno, Perugia, Todi |
| Delegazione di Spoleto         | 2ª     | Spoleto       | Norcia, Spoleto, Terni                    |
| Delegazione di Rieti           | 3ª     | Rieti         | Poggio Mirteto, Rieti                     |
| Delegazione di Frosinone       | 2ª     | Frosinone     | Anagni, Frosinone, Pontecorvo, Terracina  |
| Delegazione di Benevento       | 3ª     | Benevento     |                                           |
| Delegazione di Viterbo         | 2ª     | Viterbo       | Orvieto, Viterbo                          |
| Delegazione di Civitavecchia   | 3ª     | Civitavecchia |                                           |
| Comarca di Roma                | –      | Roma          | Roma, Subiaco, Tivoli                     |

### Monopolio ecclesiastico delle cariche pubbliche
Gregorio XVI decise il ritorno alla situazione pre-rivoluzionaria. Furono riservate agli ecclesiastici tutte le alte cariche pubbliche: amministrazione, giustizia, finanza, polizia ed anche forze armate. Le aspirazioni dei laici vennero ridimensionate.
Anche i governi locali erano guidati da principi della Chiesa: al vertice delle Legazioni di Bologna, Ferrara, Ravenna, Forlì e di Urbino sedeva, infatti, un cardinal legato, che esercitava il potere temporale per conto del pontefice, cui rispondeva direttamente.
Anche l'esercizio della funzione giudiziaria era riservato agli ecclesiastici. Il Tribunale della Sacra Rota era presieduto da un cardinale e composto esclusivamente da prelati. Esso era tribunale di seconda istanza per tutte le sentenze capitali emesse nello Stato, nonché tribunale di prima istanza per le cause capitali di Umbria e Comarca di Roma.
Dopo i gradi supremi, riservati ai cardinali, vi erano quelli intermedi, cui accedeva per legge il clero secolare, vescovi compresi. Esso formava l'intelaiatura organizzativa dello Stato, sia nel campo amministrativo sia in quello giudiziario.
Uniche eccezioni erano i gonfalonieri (carica corrispondente all'attuale sindaco). Essi, chiamati governatori nelle città più grandi, erano scelti tra i nobili, tra i possidenti ovvero tra i capi delle corporazioni dei mestieri.

### Governo locale
Il governo locale fu articolato in due categorie: i Governi "di primo ordine" (cioè le città maggiori) e "di secondo ordine". Entrambi i tipi di Governi erano sottoposti alla potestà dei Delegati, ovvero dei presidenti delle Delegazioni, eccetto in casi di emergenza. La corrispondenza dai Delegati arrivava ai Governatori "di primo ordine" e quindi a quelli "di secondo ordine".
I Governatori (ogni Comune ne aveva uno) non dovevano mai essere nati nel luogo che governavano, e non dovevano neppure risiedervi. Erano inoltre nominati dal Papa attraverso la Segreteria di Stato: ai Governatori "di primo" era inviato un Breve di nomina, mentre a quelli "di secondo" semplicemente una lettera patente. I Governatori, a differenza dei Delegati, non dovevano necessariamente essere prelati.
I Governatori esercitavano potere giudiziario per cause i cui interessi non oltrepassavano i cento scudi, in cause su controversie riguardo a proprietà, su alimenti dovuti, su danni dati nei rispettivi territori e nelle retribuzioni ai salariati considerate ingiuste. Avevano inoltre compito di polizia durante le fiere e le feste.
Il motu proprio di Pio VII ridisegnò completamente l'amministrazione dei Comuni. Furono abrogati tutti gli statuti cittadini; i comuni furono sottoposti ad una disciplina uniforme.

In ogni Comune furono istituiti due nuovi organi, il Consiglio (organo deliberativo) e la Magistratura (organo esecutivo: gli sono attribuite funzioni fino ad allora esercitate da organi centrali):
- il Consiglio curava gli affari di interesse generale. I membri del primo consiglio vennero nominati dal delegato pontificio, i successori furono cooptati dai colleghi;
- un numero di consiglieri[20] componeva la Magistratura (odierna Giunta) formata da un capo ("gonfaloniere") e da un numero variabile di "anziani" (gli odierni assessori, sei nei comuni maggiori). Il primo era nominato dal Segretario di Stato, che lo poteva scegliere anche al di fuori del consiglio. I secondi erano nominati dal delegato, in base a una terna di nomi fornita dal consiglio stesso. Nei comuni rurali vi era un sindaco o procuratore, dipendente dal gonfaloniere della comunità principale, che rappresentava i propri concittadini.

Nuovi provvedimenti furono presi da Pio IX. Uno di essi riguardò la città di Roma (vedi Infra).

## Riforme successive

### Leone XII
Il successore immediato di Pio VII, papa Leone XII, ordinò una profonda riforma del sistema delle delegazioni con il motu proprio del 5 ottobre 1824, riducendone il numero a 13 mediante l'accorpamento di Fermo e Ascoli, Macerata e Camerino, Spoleto e Rieti, Viterbo e Civitavecchia.

### Gregorio XVI
Il nuovo assetto sopravvisse al pontefice, ma meno di sette anni dopo la sua attuazione Gregorio XVI lo mise nel nulla, ripristinando le delegazioni soppresse e istituendo la nuova delegazione di Orvieto (per distacco da Viterbo) con l'editto del 5 luglio 1831. La riforma gregoriana fu completata dall'istituzione della delegazione di Velletri (per distacco da Frosinone) con il motu proprio “Luminose prove” del 1º febbraio 1832. La delegazione di Velletri, pur essendo di 3ª classe, aveva titolo di legazione perché retta dal Decano del Sacro Collegio. Questa caratteristica fu ereditata dalla Legazione di Marittima e Campagna che ebbe Velletri per capoluogo.

### Pio IX
Il 22 novembre 1850 Pio IX, rientrando dall'esilio di Gaeta e Napoli dopo la parentesi della Repubblica Romana, promulgò un editto sul governo delle province e sull'amministrazione provinciale, modificando ancora l'assetto territoriale dello Stato della Chiesa. Il pontefice raggruppò infatti le delegazioni originarie in quattro grandi legazioni, tranne la Comarca e il Patrimonio che confluirono nel circondario di Roma. Ciascuna legazione fu affidata al governo di un cardinale.

#### Elenco delle legazioni di Pio IX
L'elenco che segue presenta l'assetto delle legazioni pontificie voluto da Pio IX nel 1850. A fianco di ciascuna legazione sono indicate le delegazioni che le costituivano e i rispettivi distretti (1831-1832).
| Legazione                           | Mappa         | Capoluogo | Delegazioni                                        | Distretti                                 |
| ----------------------------------- | ------------- | --------- | -------------------------------------------------- | ----------------------------------------- |
| I Legazione (Romagne)               |               | Bologna   | Bologna                                            | Bologna                                   |
| I Legazione (Romagne)               | Ferrara       | Bologna   | Ferrara, Lugo                                      |                                           |
| I Legazione (Romagne)               | Forlì         | Bologna   | Cesena, Forlì, Rimini                              |                                           |
| I Legazione (Romagne)               | Ravenna       | Bologna   | Faenza, Imola, Ravenna                             |                                           |
| II Legazione (Marche)               |               | Ancona    | Urbino e Pesaro                                    | Fano, Gubbio, Pesaro, Senigallia, Urbino  |
| II Legazione (Marche)               | Macerata      | Ancona    | Fabriano, Loreto, Macerata, Recanati, San Severino |                                           |
| II Legazione (Marche)               | Ancona        | Ancona    | Ancona, Jesi, Osimo                                |                                           |
| II Legazione (Marche)               | Fermo         | Ancona    | Fermo                                              |                                           |
| II Legazione (Marche)               | Ascoli        | Ancona    | Ascoli, Montalto                                   |                                           |
| II Legazione (Marche)               | Camerino      | Ancona    | Camerino                                           |                                           |
| III Legazione (Umbria)              |               | Perugia   | Perugia                                            | Città di Castello, Foligno, Perugia, Todi |
| III Legazione (Umbria)              | Spoleto       | Perugia   | Norcia, Spoleto, Terni                             |                                           |
| III Legazione (Umbria)              | Rieti         | Perugia   | Poggio Mirteto, Rieti                              |                                           |
| IV Legazione (Marittima e Campagna) |               | Velletri  | Velletri                                           | Velletri                                  |
| IV Legazione (Marittima e Campagna) | Frosinone     | Velletri  | Frosinone, Pontecorvo                              |                                           |
| IV Legazione (Marittima e Campagna) | Benevento     | Velletri  | Benevento                                          |                                           |
| Circondario di Roma                 |               | Roma      | Roma                                               | Roma, Subiaco, Tivoli                     |
| Circondario di Roma                 | Viterbo       | Roma      | Viterbo                                            |                                           |
| Circondario di Roma                 | Civitavecchia | Roma      | Civitavecchia                                      |                                           |
| Circondario di Roma                 | Orvieto       | Roma      | Orvieto                                            |                                           |

#### Governo locale sotto Pio IX
Nel 1847 Pio IX estese (Motu proprio del 1º ottobre sull'"organizzazione del Consiglio e Senato di Roma e le sue attribuzioni") anche alla Capitale le leggi già applicate agli altri municipii dello Stato Pontificio. L'Urbe ebbe così un Consiglio municipale ed una Magistratura cittadina. Il Senatore di Roma fu investito della carica di gonfaloniere (l'odierno sindaco). A Roma il Consiglio (organo deliberativo) era formato da 100 consiglieri (96 laici, scelti sulla base del censo e della professione esercitata e 4 membri ecclesiastici designati dal Cardinal Vicario); la Magistratura, capeggiata dal Senatore e formata da 8 Conservatori, svolgeva le funzioni esecutive.
Il processo di riforma avviato nel 1847, con il precipitare degli eventi rivoluzionari del 1848-49 (proclamazione della Repubblica Romana) subì una battuta d'arresto. Dopo il rientro del pontefice da Gaeta (12 aprile 1850), le prerogative municipali furono ridimensionate. Le nuove competenze del Consiglio e della Magistratura comunali furono precisate nell'Editto del 24 novembre 1850, firmato dal card. Giacomo Antonelli, in attuazione del "moto proprio" del 12 settembre 1849 di Papa Pio IX.

Competenze del Consiglio comunale:
- nomina degli impiegati e dei salariati del comune;
- gestione delle scuole;
- mantenimento in efficienza delle strade e delle infrastrutture comunali (ponti, acquedotti, fontane, ecc.);
- opere di pubblica utilità;
- approvazione della tabella (il bilancio preventivo) annuale.

Competenze della Magistratura comunale:
- far eseguire le deliberazioni consiliari;
- stipulare i contratti sulla base delle deliberazioni del Consiglio;
- redigere il conto preventivo e il conto annuale di gestione.

Entrambi gli organi (consiglio e magistratura) rispondevano alle direttive del governo centrale. L'Editto del 24 novembre distingueva cinque classi di comuni in base alla popolazione residente, rappresentata proporzionalmente dal numero dei consiglieri nominati. Come già previsto anche nell'editto del 1816, i consiglieri erano scelti dal delegato, approvati dal Cardinal Prefetto della Consulta e sottoposti al parere della Congregazione.

A Roma, i consiglieri furono ridotti da 100 a 48. L'ordinamento riformato nel 1850 rimase in vigore fino al 1870.

## Fine del potere temporale
Con l'avvento dell'unità d'Italia lo Stato Pontificio perse dapprima (1860) l'intera I Legazione, quindi (1861) le intere II e III Legazione e la delegazione di Orvieto, oltre alle exclave di Benevento e Pontecorvo. Il sistema delle delegazioni cessò del tutto con la fine del potere temporale dei papi, in seguito alla presa di Roma da parte del Regno d'Italia (20 settembre 1870).
Le delegazioni pontificie costituirono, nelle regioni di appartenenza, la base territoriale degli enti locali del nuovo Stato unitario italiano, anche se non sempre furono mantenute nella loro conformazione e non tutte ebbero la stessa sorte.
- Le 4 delegazioni delle Romagne mantennero tutte il rango di provincia (Bologna, Ferrara, Forlì, Ravenna).
- Le 6 delegazioni delle Marche furono trasformate in 7 circondari (Pesaro e Urbino si divisero il territorio) e riunite in 4 province (Ancona, Ascoli Piceno, Macerata, Pesaro e Urbino). La delegazione di Camerino divenne circondario della provincia di Macerata, quella di Fermo circondario della provincia di Ascoli Piceno. L'assetto fu stabilito dal decreto Minghetti del 22 dicembre 1860, che dispose anche la cessione di Gubbio all'Umbria.
- Le 3 delegazioni dell'Umbria e la delegazione di Orvieto formarono l'unica provincia di Perugia (o dell'Umbria), suddivisa in 6 circondari. Oltre agli ex capoluoghi di delegazione ottennero la sede di un circondario Foligno e Terni. L'assetto fu stabilito dal decreto Pepoli del 13 dicembre 1860, che dispose anche la cessione di Visso alle Marche.
- La delegazione di Benevento e il distretto di Pontecorvo furono assorbiti rispettivamente nella nuova provincia di Benevento e nella provincia di Terra di Lavoro.
- La restante parte del circondario di Roma e della IV Legazione formò l'unica provincia di Roma (o del Lazio); le 4 delegazioni divennero altrettanti circondari.

Provincia di Ferrara
Provincia di Bologna
Provincia di Ravenna
Provincia di Forlì
Provincia di Pesaro e Urbino
Provincia di Ancona
Provincia di Macerata
Provincia di Ascoli Piceno
Provincia di Perugia (o dell'Umbria)
Provincia di Roma (o del Lazio)

Sebbene le province dell'Italia centrale abbiano ricordato, in seguito, ulteriori variazioni territoriali, alcune ex delegazioni apostoliche sono sopravvissute fin entro il XXI secolo (ad esempio come circondari di tribunale, indipendentemente dagli stessi confini provinciali).